# Caius Flaminius
Caius Flaminius, fils de Caius Flaminius Nepos, est un général et homme politique romain des IIIe et IIe siècles av. J.-C..
En 209 av. J.-C., il devient questeur en Espagne, où Scipion l'Africain lui remet un groupe de prisonniers faits à Carthagène. Dix-sept ans plus tard, en 193 av. J.-C., il revient en Espagne, comme préteur, et vainc les Celtibères.
En 196 av. J.-C., il accède à l'édile curule, avec pour collègue Marcus Fulvius Nobilior. Durant cette édilité, ils distribuèrent au peuple un million de modii de blé au prix de deux as le modius. Ce blé provenait de Sicile et avait été envoyé en témoignage de gratitude pour Caius Flaminius et pour son père.
Il est préteur en 193 av. J.-C.
En 187 av. J.-C., il est élu Consul de la République romaine avec Marcus Aemilius Lepidus. Dans le cadre de ses fonctions, il rétablit la paix en Ligurie.
Il est triumvir coloniae deducendae en 181 av. J.-C., avec pour collègues Publius Cornelius Scipio Nasica et Lucius Manlius Acidinus, afin de déduire une colonie latine à Aquilée.